# Верхняя Татарская Майна
Ве́рхняя Тата́рская Ма́йна (тат. Югары Татар Майнасы) — село в Алексеевском районе Республики Татарстан, административный центр Майнского сельского поселения.

## История
В «Списке населенных мест по сведениям 1859 года», изданном в 1866 году, населённый пункт упомянут как казённая деревня Верхняя Служилая Майна 2-го стана Чистопольского уезда Казанской губернии. Располагалась при реке Богане, по левую сторону торговой дороги из Чистополя в Самару, в 30 верстах от уездного города Чистополя и в 12 верстах от становой квартиры в казённом пригороде Билярске (Буляре). В деревне в 58 дворах жили 356 человек (157 мужчин и 199 женщин). Была мечеть.

## Население
| 1782 | 1859 | 1897 | 1908 | 1920 | 1926 | 1938 | 1949 | 1958 | 1970 | 1979 | 1989 | 2002 | 2010 | 2015 |
| ---- | ---- | ---- | ---- | ---- | ---- | ---- | ---- | ---- | ---- | ---- | ---- | ---- | ---- | ---- |
| 168  | 356  | 743  | 884  | 803  | 561  | 597  | 474  | 440  | 534  | 406  | 233  | 276  | 258  | 237  |

Национальный состав села: татары.